# فرانك ريتشارد مالوني
فرانك ريتشارد مالوني (بالإنجليزية: Frank Richard Maloney)‏ هو شاعر أمريكي، ولد في 9 سبتمبر 1945، وتوفي في 6 يناير 2009.